# 一代鮮師
《一代鮮師》（日语： Mādadayo */?）乃日本知名電影導演黑澤明在1993年執導的電影，也是他生前最後一部作品。
關於日語片名的由來，乃日本小孩玩捉迷藏時捉人者詢問「躲好了沒？」，匿藏者答曰「未得唷！」（まあだだよ）。片中男主角内田百間是一位生性豁達、看破生死離別的教師，所以面對死亡，他總是調皮地對死神說「未得唷，我還不想離開這個人世間」。因此臺灣將片名翻譯成《一代鮮師》，香港則譯作《裊裊夕陽情》。此外，片中感念教師恩情的學生們所組成的「摩阿陀會」乃的諧音。

## 劇情提要
生性豁達、幽默的德語教師内田百間（松村達雄飾）走入教室內，告知一群學生即將退休。內田老師提及他們的上一代，因為其父母也是前者教過的學生。說著說著，感情豐富的內田老師突然啜泣了起來。
另一群已進入社會工作的學生幫忙內田老師搬家，並慶賀老師退休。宴席之間聽聞房租相當便宜，原來此地常遭樑上君子光顧，房東降價了許多次，才吸引內田老師租房。但是內田老師胸有成竹地說他有治賊妙方，兩個擔心的學生高山（井川比佐志飾）和甘木（所喬治飾）夜裡偷偷到老師家幫忙巡邏。一進入屋內才發現所謂的妙方，是貼著「小偷入口」、備有茶點的「小偷休憩室」和「小偷出口」，讓賊兒在家中轉了一圈後知難而退，兩人哈哈大笑。
第二次世界大戰爆發時適逢內田老師60歲大壽，多達16個學生前往老師家祝壽。由於親戚寄來的鹿肉不夠，內田老師又上街採買了馬肉。一鍋馬、鹿肉又引來學生們哄堂大笑，因為日語中「馬鹿」乃是罵人笨蛋。
不久內田老師租的房子因為空襲焚毀，他和師母（香川京子飾）好不容易找到一間富貴人家遭空襲燒毀僅剩的小茅屋。雖然學生到訪時屋內空間侷促，內田夫婦兩人倒也甘之如飴。學生們遂協議集資合購一塊地，替老師蓋一間新房屋。內田老師知道此事，直嚷著希望庭院裡有大池塘、池塘中有座小島。新居落成後學生們又發起「摩阿陀會」，在每年老師的壽宴上都要他喝下一大杯啤酒，再高聲地說：「未得唷！我還活著！」。
某日突然跑來一隻野貓，內田夫婦決定收養牠，並取名為諾拉（ノラ）。雖然他們和這隻貓日久生情，但諾拉某天卻失蹤了。內田老師和學生們用發傳單、刊登報紙廣告等方式找尋貓咪，卻都沒有下落，內田老師也日日以淚洗面。後來又跑來一隻黑白相間的短尾貓，多少平復了內田夫婦悵然的心情，後來黑白短尾貓死去，夫婦倆在庭院為牠和諾拉各設置了墓碑。
內田老師照例在第17回摩阿陀會上喝下一大杯啤酒，然後高喊「未得唷！我還活著！」。但是宴席進行到一半突然心律不整，摩阿陀會的發起幹部高山、甘木、桐山、澤村等人隨師母扶持內田老師回家休息後，四人在隔壁房間小聲地喝酒聊天。熟睡的內田老師似乎在作夢，夢見他和朋友們玩捉迷藏，大喊：「未得唷！」。

## 演員
- 内田百閒：松村達雄
- 內田太太：香川京子
- 高山：井川比佐志
- 甘木：所喬治
- 桐山：油井昌由樹
- 澤村：寺尾聰
- 小林：日下武史
- 龜山：小林亞星
- 多田：平田滿
- 古谷：渡邊哲
- 北村：頭師孝雄
- 三井：松井範雄
- 平野：林昭夫
- 村山：冷泉公裕
- 太田：岡本信人
- 石川：竹之内啟喜
- 高山之兒子：吉岡秀隆
- 地主:山下哲夫
- 買土地之男：草薙幸二郎
- 肉店老闆：谷村昌彥
- 馬肉販子：久世浩
- 抱著貓的婆婆：本間文子
- 魚店老闆娘：鈴木美惠
- 酒店推銷員：頭師佳孝
- 内田百閒（小孩）:西亨大
- 警察：櫻金造
- 警察：板東英二
- 車站站長：加藤茂雄
- 趕馬人：都家歌六

## 拍攝製作人員
- 導演、劇本、剪接：黑澤明
- 原作：内田百閒
- 製作：山本洋、入江洋三
- 總製作人：德間康快、小暮剛平
- 製片：黑澤久雄
- 製片助理：飯泉征吉
- 攝影：齋藤孝雄、上田正治
- 音樂：池邊晉一郎
- 服裝：黑澤和子
- 導演助理:本多豬四郎
- 副導演：小泉堯史
- 製作經理：野上照代
- 題字：今井凌雪

## 得獎紀錄
- 第17屆日本電影金像獎最佳女配角獎：香川京子。
- 第17屆日本電影金像獎最佳攝影獎：齋藤孝雄、上田正治。

## 內部連結
- 内田百間

## 外部連結
- 互联网电影数据库（IMDb）上《まあだだよ》的资料（英文）